# Zahodna Flandrija
Zahodna Flamska (flamsko oz. nizozemsko West-Vlaanderen) je belgijska provinca, ki leži na skrajnem zahodu Flamske regije predstavlja severozahod države. Meji na Nizozemsko, Francijo, belgijsko provinco Vzhodna Flamska in regijo Valonija. Glavno mesto province je Brugge. Meri 3,125 km², administrativno je razdeljena v 8 administrativnih okrožij (arrondissementen), ta pa dalje v 64 občin.